# Quindia (prefeitura)
Quindia (Kindia) é uma prefeitura guineana situada na região de Quindia. Possui área de 8 900 quilômetros quadrados e tinha, em 2014, 439 614 habitantes.